# Gundenahalli, Byadgi
Gundenahalli là một làng thuộc tehsil Byadgi, huyện Haveri, bang Karnataka, Ấn Độ.